# Театр в Араузионе
Античный театр в Араузионе (ныне город Оранж) — один из наиболее хорошо сохранившихся древнеримских театров. Является местом проведения ежегодного летнего музыкального фестиваля «Хорегии Оранжа».

## История
Театр был возведён по приказанию римского императора Октавиана Августа в I веке до н. э. Был частично реконструирован под руководством Огюста Каристи в 1856 году
В XVII веке Людовик XIV назвал скену (стена сцены) театра в Оранже самой красивой скеной королевства. Ширина фасада скены — 104 метра, высота — 35 м. Был рассчитан на 6 800 зрителей.